# The Anthology… So Far
The Anthology… So Far ist das 19. Album, das fünfte Livealbum sowie das erste Live-Kompilationsalbum von Ringo Starr nach der Trennung der Beatles. Es wurde am 19. Januar 2001 in den USA und am 5. Februar 2001 in Großbritannien veröffentlicht.

## Entstehungsgeschichte
Nach der Veröffentlichung der drei Livealben Ringo Starr and His All-Starr Band, Ringo Starr and His All Starr Band Volume 2: Live from Montreux und Ringo Starr and His Third All-Starr Band Volume 1 wurde aus diesen Alben ein Kompilationsalbum zusammengestellt. Darüber hinaus wurden auch bisher unveröffentlichte Lieder der 1995er, 1997er und 2000er Tourneen verwendet, insgesamt 20 Lieder, wobei die dritte CD vollständig mit neuem Live-Material bestückt ist. Lieder der 1997er und 2000er Tournee wurden bisher noch nicht verwendet.
Zwischen dem 28. April und dem 7. Juni 1997 unternahm die Fourth All-Starr-Band eine USA-Tournee mit 25 Konzerten. Die gleiche Band tourte vom 6. August bis zum 5. September 1998 durch Europa.
Das vollständige Programm der Konzerte der Tournee des Jahres 1997 war wie folgt:
1. It Don’t Come Easy
2. Act Naturally
3. The Devil Came from Kansas (nur während der US-Tournee im Programm) oder Whiskey Train (Gary Brooker)
4. Show Me the Way (Peter Frampton)
5. Sunshine of Your Love (Jack Bruce mit Peter Frampton)
6. Shooting Star (Simon Kirke)
7. Boys
8. Baby, I Love Your Way (Peter Frampton)
9. You’re Sixteen
10. Yellow Submarine
11. Theme for an Imaginary Western (Peter Frampton) oder As You Said (Jack Bruce)
12. A Salty Dog (Gary Brooker)
13. Norwegian Wood (This Bird Has Flown) oder Lines On My Face oder All I Want to Be (Is By Your Side) (Peter Frampton)
14. Conquistador (Gary Brooker)
15. I’m the Greatest
16. No No Song
17. I Feel Free (Jack Bruce)
18. All Right Now (Simon Kirke)
19. I Wanna Be Your Man
20. Do You Feel Like We Do (Peter Frampton)
21. White Room (Jack Bruce)
22. A Whiter Shade of Pale (Gary Brooker)
23. Photograph
24. With a Little Help from My Friends

Zwischen dem 12. Mai und dem 1. Juli 2000 unternahm die Sixth All-Starr-Band eine USA-Tournee mit 36 Konzerten. Das vollständige Programm der Konzerte der Tournee des Jahres 2000 war wie folgt:
1. It Don’t Come Easy
2. Act Naturally
3. Hungry Eyes (Eric Carmen)
4. I Hear You Knocking (Dave Edmunds)
5. Sunshine of Your Love (Jack Bruce und Dave Edmunds)
6. Shooting Star (Simon Kirke)
7. I Wanna Be Your Man
8. Love Me Do
9. Yellow Submarine
10. Boats Against the Current (Eric Carmen solo)
11. Classical Gas (Dave Edmunds)
12. Lady Madonna (Dave Edmunds)
13. Theme From an Imaginary Western (Jack Bruce und Dave Edmunds)
14. Go All the Way (Eric Carmen)
15. I’m the Greatest
16. No No Song
17. Back Off Boogaloo
18. I Feel Free (Jack Bruce)
19. All Right Now (Simon Kirke)
20. Boys
21. I Knew the Bride (Dave Edmunds)
22. White Room (Jack Bruce)
23. All by Myself (Eric Carmen)
24. Photograph
25. You’re Sixteen
26. With a Little Help from My Friends

Nicht verwendet wurde Livematerial von der Fifth All-Starr Band, die im Jahr 1999 vom 12. Februar bis zum 28. März in den USA auf Tournee war.

## Covergestaltung
Die Cover der US-amerikanischen und europäischen Versionen unterscheiden sich deutlich. Der Designer des Covers wird im CD-Begleitheft nicht erwähnt. Der CD liegt ein bebildertes zwölfseitiges Begleitheft bei, das Informationen zu den Liedern, den Musikern, den Tourneen sowie über die Geschichte der All-Starr Band enthält.

## Titelliste
CD 1
1. It Don’t Come Easy (Richard Starkey a) – 3:15
2. The No No Song (Hoyt Axton/David Jackson) – 3:31
3. Iko Iko (Rosa Lee Hawkins/Barbara Ann Hawkins/Joan Marie Johnson/James Crawford) – 6:09
  - Gesungen von Dr. John
4. The Weight (Robbie Robertson) – 5:58
  - Gesungen von Levon Helm
5. Shine Silently (Nils Lofgren/Dick Wagner) – 6:46
  - Gesungen von Nils Lofgren
6. Honey Don’ t (Carl Perkins) – 2:44
7. Quarter to Three (Frank Guida/Eugene Barge/Joseph Royster/Gary U.S. Bonds) – 3:54
  - Gesungen von Clarence Clemons
8. Raining in My Heart (Buddy Holly) – 5:20
  - Gesungen von Rick Danko
9. Will It Go Round in Circles (Billy Preston) – 4:22
  - Gesungen von Billy Preston
10. Life in the Fast Lane (Joe Walsh/Glenn Frey/Don Henley) – 6:47
  - Gesungen von Joe Walsh
11. Desperado (Don Henley/Glenn Frey) – 2:59
  - Gesungen von Joe Walsh
12. Norwegian Wood (This Bird Has Flown) (Lennon/McCartney) – 2:54
  - Gesungen von Peter Frampton
13. Walking Nerve (Nils Lofgren) – 4:28
  - Gesungen von Nils Lofgren
14. Boris the Spider (John Entwistle) – 2:41
  - Gesungen von John Entwistle
15. You’re Sixteen (Richard Sherman/Bob Sherman) – 3:15
16. Photograph (Richard Starkey/George Harrison) – 4:22

- Die Titel 1 bis 10, 15 und 16 stammen vom Album Ringo Starr and His All-Starr Band.
- Die Titel 11 und 13 stammen vom Album Ringo Starr and His All Starr Band Volume 2: Live from Montreux.
- Der Titel 14 stammt vom Album Ringo Starr and His Third All-Starr Band Volume 1.
- Der Titel 12 stammt von der 1997er Tournee und war bisher unveröffentlicht.
- In den USA wurde unter der Position 15 noch zusätzlich das Lied Some Kind Of Wonderful, von Mark Farner gesungen, veröffentlicht.

CD 2
1. The Really Serious Introduction – 2:01
  - Einführung von Quincy Jones
2. I’m the Greatest (John Lennon) – 3:30
3. Don’t Go Where the Road Don’t Go (Richard Starkey/Johnny Warman/Gary Grainger) – 4:28
4. I Can’t Tell You Why (Don Henley/Glenn Frey/Timothy B. Schmit) – 5:09
  - Gesungen von Timothy B. Schmit
5. Girls Talk (Elvis Costello) – 3:31
  - Gesungen von Dave Edmunds
6. People Got to Be Free (Felix Cavaliere/Eddie Brigati) – 4:53
  - Gesungen von Felix Cavaliere
7. Groovin’ (Felix Cavaliere/Eddie Brigati) – 4:58
  - Gesungen von Felix Cavaliere
8. Act Naturally (Voni Morrison/Johnny Russell) – 2:41
9. Takin’ Care of Business (Randy Bachman) – 7:37
  - Gesungen von Randy Bachman
10. You Ain’t Seen Nothing Yet (Randy Bachman) – 3:45
  - Gesungen von Randy Bachman
11. In the City (Joe Walsh/Barry DeVorzon) – 4:55
  - Gesungen von Joe Walsh
12. Bang the Drum All Day (Todd Rundgren) – 3:34
  - Gesungen von Todd Rundgren
13. Black Maria (Todd Rundgren) – 5:32
  - Gesungen von Todd Rundgren
14. American Woman (Burton Cummings/Randy Bachman/Gary Peterson/Michael Cale) – 5:59
  - Gesungen von Burton Cummings
15. Weight of the World (Brian O’Doherty/Fred Velez) – 3:36
16. Back Off Boogaloo (Richard Starkey) – 3:19

- Die Titel 1 bis 5 und 11 bis 15 stammen vom Album Ringo Starr and His All Starr Band Volume 2: Live from Montreux.
- Die Titel 6 und 10 stammen vom Album Ringo Starr and His Third All-Starr Band Volume 1.
- Die Titel 7 bis 9 und 16 stammen von der 1995er Tournee und waren bisher unveröffentlicht.

CD 3
1. Yellow Submarine (Lennon/McCartney) – 3:31
2. Show Me the Way (Peter Frampton) – 5:06
  - Gesungen von Peter Frampton
3. Sunshine of Your Love (Jack Bruce/Pete Brown/Eric Clapton) – 7:46
  - Gesungen von Jack Bruce
4. I Hear You Knocking (Pearl King/Dave Bartholomew) – 2:58
  - Gesungen von Dave Edmunds
5. Shooting Star (Paul Rodgers) – 6:02
  - Gesungen von Simon Kirke
6. Boys (Luther Dixon/Wes Farrell) – 2:41
7. Baby, I Love Your Way (Peter Frampton) – 5:12
  - Gesungen von Peter Frampton
8. A Salty Dog (Gary Brooker/Keith Reid) – 4:45
  - Gesungen von Gary Brooker
9. I Feel Free (Jack Bruce/Pete Brown) – 3:37
  - Gesungen von Jack Bruce
10. All Right Now (Paul Rodgers) – 4:37
  - Gesungen von Simon Kirke
11. I Wanna Be Your Man (Lennon/McCartney) – 3:09
12. A Whiter Shade of Pale (Gary Brooker/Keith Reid) – 6:20
  - Gesungen von Gary Brooker
13. Hungry Eyes (John DiNicola/Franke Previte) – 3:50
  - Gesungen von Eric Carmen
14. All By Myself (Eric Carmen/Rachmaninoff) – 7:42
  - Gesungen von Eric Carmen
15. With a Little Help from My Friends (Lennon/McCartney) – 5:24

- Die Titel 1 bis 3, 5 und 7 bis 12 stammen von der 1997er Tournee und waren bisher unveröffentlicht.
- Die Titel 4 und 6 sowie 13 bis 15 stammen von der 2000er Tournee und waren bisher unveröffentlicht.

## Wiederveröffentlichungen
- Die CD-Veröffentlichung aus dem Jahr 2001 wurde bisher nicht neu remastert.
- Im Juli 2012 wurde das Album im Download-Format veröffentlicht.

## Single-Auskopplungen
Aus dem Album wurden keine Singleauskopplungen vorgenommen.

## Sonstiges
- Eine Veröffentlichung im LP-Format erfolgte nicht.
- Für Werbezwecke wurde eine Promotion-CD mit dem Titel The Anthology… Sampler hergestellt, die zehn Lieder (Boys, Life in the Fast Lane, Will It Go Round in Circles, Iko Iko, Groovin’, You Ain’t Seen Nothin’ Yet, Show Me the Way, I Feel Free, I Hear You Knocking, With a Little Help from My Friends) von der Dreifach-CD enthält.
- Im Oktober 2001 wurde eine DVD mit dem Titel The Best of Ringo Starr and His All Starr Band So Far… veröffentlicht, diese enthält folgende Lieder:

1. Honey Don’t – Ringo Starr/1989, The Greek Theatre, Los Angeles, USA
2. Iko-Iko – Dr. John/1989, The Greek Theatre Los Angeles, USA
3. The Weight – Levon Helm/1989, The Greek Theatre Los Angeles, USA
4. Photograph – Ringo Starr/1989, The Greek Theatre Los Angeles, USA
5. Don’t Go Where the Road Don’t Go – Ringo Starr/1992, Montreux Jazz Festiva, Montreux, Schweiz
6. Rocky Mountain Way – Joe Walsh/1992, Montreux Jazz Festival, Montreux, Schweiz
7. The No No Song – Ringo Starr/1992, Empire Theatre, Liverpool, Engl.
8. Bang the Drum All Day – Todd Rundgren/1992, Montreux Jazz Festival, Montreux, Schweiz
9. You’re Sixteen – Ringo Starr/1992, Montreux Jazz Festival, Montreux, Schweiz
10. Yellow Submarine – Ringo Starr/1992, Montreux Jazz Festival, Montreux, Schweiz
11. I Wanna Be Your Man – Ringo Starr/1995, Budokan Halle, Tokio, Japan
12. Groovin’ – Felix Cavaliere/1995, Budokan Halle, Tokio, Japan
13. You Ain’t Seen Nothin’ Yet – Randy Bachman/1995, Budokan Halle, Tokio, Japan
14. Boys – Ringo Starr/1995, Budokan Halle, Tokio, Japan
15. It Don’t Come Easy – Ringo Starr/1997, Pine Knob, Detroit, USA
16. Sunshine of Your Love – Jack Bruce/1997, Pine Knob, Detroit, USA
17. Norwegian Wood – Peter Frampton/1997, Pine Knob, Detroit, USA
18. A Whiter Shade of Pale – Gary Brooker/1997, Pine Knob, Detroit, USA
19. All Right Now – Simon Kirke/1997, Pine Knob, Detroit, USA
20. Act Naturally – Ringo Starr/1997, Pine Knob, Detroit, USA
21. With a Little Help from My Friends – Ringo Starr/1997, Pine Knob, Detroit, USA